# Märket
Märket je malý, neobydlený ostrov v Baltském moři. Leží přibližně uprostřed úžiny Jižní Kvarken. Podle Fredrikshamnského míru je od roku 1809 rozdělen mezi Finsko a Švédsko. Na finské straně stojí maják. Na ostrově leží nejzápadnější bod Finska na souši.
Administrativně švédská část spadá pod obce Östhammar v kraji Uppsala a Norrtälje v kraji Stockholm a finská pod obec Hammarland v autonomní provincii Alandy.
Maják byl postaven v roce 1885 podle návrhu architekta Georga Schrecka na nejvyšším místě ostrova. Později se zjistilo, že stojí na švédské straně hranice. V roce 1981 byla proto upravena hranice tak, aby maják stál na finské straně, a Švédsko dostalo jako kompenzaci příslušně velký pozemek z finské části ostrova, takže žádná země na změně hranic netratila, a současně byl zachován průběh hranice na březích ostrova, takže nebyla dotčena ani rybářská práva obou zemí. Tak vznikl velmi komplikovaný průběh hranice na tomto malém ostrově.
Maják je od roku 1976 bez obsluhy a od roku 1977 funguje automaticky. Jeho důležitost s nástupem GPS silně poklesla. Od roku 2007 se o maják stará Suomen Majakkaseura, Finský majákový spolek.
Kromě majáku na ostrově pracuje také meteorologická stanice.
U ostrova žije až tisícihlavé stádo tuleňů. Ostrov mohou v létě navštěvovat turisté.
Finská část ostrova je oblíbeným místem radioamatérů. Spojení uskutečněná na tomto území jsou vysoce ceněná.[zdroj?]